# Нехерн
Не́херн или Не́хорнь (нем. Nechern; в.-луж. Njechorńо файле) — сельский населённый пункт в статусе городского района Вайсенберга, район Баутцен, федеральная земля Саксония, Германия.

## География
Населённый пункт находится примерно в тринадцати километрах восточнее Баутцена. На севере деревни протекает река Котицер-Вассер, славянское наименование — Ко́толка (нем. Kotitzer Wasser, в.-луж. Kotołka). На востоке деревни находится пруд «Breuteich», серболужицкое наименование – Светлы-Гат (Swĕtły hat) и на юге – пруд  «Grose Halbscher Teich», серболужицкое наименование – Вульки Голбянский Гат (в.-луж. Wulki hołbjanski hat).
Через деревню с севера на юг проходит автомобильная дорога S110, которая на юго-западе от деревни пересекается с автомобильной дорогой S111.
Соседние населённые пункты: на севере – деревня Брисниц (Брезецы) коммуны Мальшвиц, на северо-востоке – деревня Грёдиц (Гроджишчо, в городских границах Вайсенберга), на юго-востоке – деревня Котиц (Котецы, в городских границах Вайсенберга) и на западе – деревня Вуршен (Ворцын, в городских границах Вайсенберга).

## История
Впервые упоминается в 1413 году в личном княжеском имени «Hannos (von) Necherin» (Ганн из Нехерина). С 1936 по 1994 года входила в коммуну Вуршен. В 1994 году деревня в результате муниципальной реформы вошла в границы Вайсенберга в статусе отдельного городского района.
В 1706 году во время Северной войны в деревне останавливался шведский король Карл XII. В честь этого события в Нехерне в 1810 году был установлен памятный камень «Schwedenstein» (Шведский камень).
В деревне проживал и занимался творчеством серболужицкий художник и писатель Мерчин Новак-Нехорньский (1900 – 1990), который взял себе псевдоним «Нехорньский» по имени населённого пункта.
В настоящее время деревня входит в состав культурно-территориальной автономии «Лужицкая поселенческая область», на территории которой действуют законодательные акты земель Саксонии и Бранденбурга, содействующие сохранению лужицких языков и культуры лужичан.
Исторические немецкие наименования:
- Hannos von Necherin, 1413
- Necherin, 1415
- Necheryn, 1418
- Necherein, 1421
- Necheren, 1481
- Nechern, 1534

## Население
Официальным языком в населённом пункте, помимо немецкого, является также верхнелужицкий язык.
Согласно статистическому сочинению «Dodawki k statisticy a etnografiji łužickich Serbow» Арношта Муки в 1884 году в деревне проживало 190 жителей (из них — 187 лужичанина (98 %)).
Лужицкий демограф Арношт Черник в своём сочинении «Die Entwicklung der sorbischen Bevölkerung» указывает, что в 1956 году при общей численности в 423 жителей серболужицкое население деревни составляло 56 % (из них 147 взрослых владели активно верхнелужицким языком, 37 взрослых – пассивно; 53 несовершеннолетних свободно владели языком).
| 1834 | 1871 | 1880 | 1890 | 1910 | 1925 | 1939 | 1946 | 1950 | 2011 | 2016 |
| ---- | ---- | ---- | ---- | ---- | ---- | ---- | ---- | ---- | ---- | ---- |
| 189  | 214  | 191  | 169  | 158  | 153  | 298  | 436  | 476  | 152  | 123  |